# Matilda
För andra betydelser, se Matilda (olika betydelser).

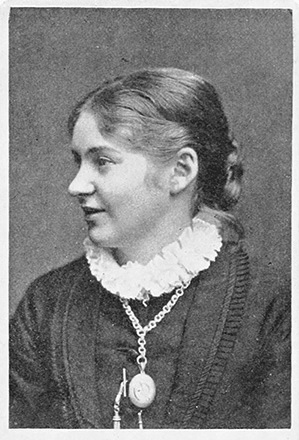
Mathilda Malling cirka 1890.

Matilda eller Mathilda är ett kvinnonamn med tyskt ursprung som betyder styrka och strid (fornhögtyska Mechthild). Namnet är också en sammansättning av fornnordiska namnet Hild. Varianten Mechtild hade namnsdag 14 mars 1680 till 1731.
Sången Waltzing Matilda betraktas som Australiens inofficiella nationalsång.
Matilda har i Sverige namnsdag den 14 mars. I den finlandssvenska namnsdagslängden har Matilda namnsdag 14 mars sedan starten 1929, då en egen namnsdagskalender togs i bruk för finlandssvenskar.

## Namnets bruk i Sverige
Namnet började användas i Sverige på 1600-talet och infördes i almanackan efter Matilda av Sachsen, som dog 14 mars 968.
Matilda var ett populärt namn i början och slutet av 1900-talet. Sedan 1908 har det legat runt mitten av topp 100 bland de vanligaste flicknamnen. 31 december 2020 fanns det 46 275 folkbokförda svenskar med namnet, varav 21 985 hade det registrerat som tilltalsnamn.

## Personer med namnet Matilda/Mathilda/Mathilde/Mechtild
- Matilda av Sachsen (895 - 968), helgon
- Matilda av Flandern (1031 - 1083), engelsk drottning
- Matilda av England (1101 - 1167), kvinnlig regent
- Mathilda I av Boulogne (1105 - 1152), engelsk drottning
- Matilda av Canossa (1146 - 1115), markgrevinna
- Mechtild av Holstein (död 1288), dansk drottning
- Caroline Mathilde av Storbritannien (1751 - 1775), dansk drottning
- Mathilde av Belgien (1973-)
- Mathilda Berwald, hovsångerska
- Anna Matilda Charlotta Branting, svensk författare
- Matilde Camus, spansk poet
- Matilda Ernkrans, politiker (s), statsråd
- Mathilda Gelhaar, operasångerska
- Mathilda Hall, svensk pedagog
- Julia Mathilda Håkansson, svensk skådespelare
- Mathilda Indebetou, operasångerska
- Matilda Ksjesinskaja, rysk ballerina
- Mathilda Malling, svensk författare
- Mathilde Malling Hauschultz, dansk politiker
- Mathilde Nielsen, dansk skådespelerska
- Tuva Moa Matilda Karolina Novotny-Hedström, svensk skådespelare
- Matilda Shushari, albansk sångerska
- Matilda Sterby, operasångerska
- Mathilda Tengwall, svensk politiker
- Mathilde Wesendonck, tysk poet
- Mathilda Wrede, finländsk filantrop